# Thebe (måne)
Thebe är den fjärde, räknat i avstånd, av Jupiters månar. Den upptäcktes den 5 mars 1979 med hjälp av rymdsonden Voyager 1 och var också kände under beteckningen Jupiter XIV. Snart efter upptäckten fick den det nya namnet S/1979 J 2, men 1983 beslutade Internationella astronomiska unionen att uppkalla den efter nymfen Thebe ur den grekiska mytologin. Man har sedan upptäckt att den redan blev fotograferad den 27 februari 1979, men inte upptäckt den på de bilderna.
Överflatan präglas av minst tre eller fyra kratrar av en ansenlig storlek i förhållande till månens egen storlek. Den största av dem har fått namnet Zethus och är den enda företeelsen på Thebe som har fått ett officiellt namn.
Thebe hör till den så kallade Amaltheagruppen som omfattar de fyra månar som ligger närmast planeten. Gruppen har fått sitt namn efter den största medlemmen; månen Amalthea.